# Carrer Major de l'Hospitalet de Llobregat
El carrer Major de l'Hospitalet de Llobregat és l'antic camí Ral el voltant del qual es va constituir el primer nucli de la ciutat.

## Història
Al segle xi s'esmentà l'heretat Torre Blanca, al costat de la qual es va construir un hospital que més endavant es diria l'Hospital de Provençana, tot a tocar del camí ral. El petit nucli va anar creixent ràpidament al voltant de l'hospital i al segle xiv ja tenia cementiri propi. Tot aquest procés culminà quan es va construir la primera església, el 1475, al mateix lloc que ocupa l'actual església de Santa Eulàlia de Mèrida, i aquell camí ral passà a convertir-se en carrer major, assentament de botiguers i d'artesans, prop del Xipreret, on hi havia el patriciat urbà de la ciutat, que en aquell temps encara se'n deia Provençana o "la bandada de l'hospital" i més endavant la Pobla de l'Hospital.

## Arquitectura
Antigament constituïa el camí ral, i per això, malgrat que l'eix de creixement de l'Hospitalet era el barri del Xipreret, s'hi varen construir cases ja en època medieval. Les més antigues actualment són a la part nord, els números 78, 80 i 50. A la part sud en queda la núm. 59-61, totes del segle xviii, encara que sobre una base anterior. Els números 33 i 57 hi ha dos exemples de modernisme i noucentisme, i una casa arabitzant al número 54, estil que es posà de moda arran de l'Exposició Internacional. Conserva part d'un Via Crucis en ceràmica policromada. Actualment el conjunt s'ha modificat per la construcció d'edificis més moderns.